# جرج تورپین
جرج تورپین (انگلیسی: George Turpin؛ زادهٔ ۱۰ ژانویهٔ ۱۹۵۲) از برندگان مدال‌های المپیک تابستانی و بوکسور اهل بریتانیا است.